# تهاجم بربرها
تهاجم بربرها (به فرانسوی: Les Invasions barbares) یک فیلم سینمایی فرانسوی-کانادایی، محصول سال ۲۰۰۳ به کارگردانی دنیس آرکند است.

## خلاصه فیلم
این فیلم درباره مردی به نام رمی است که به بیماری سرطان مبتلاست و در بیمارستانی بستری است. زن رمی به دلیل اشتباهات رمی از او جدا شده و پسر و دخترش که بزرگ هستند به ترتیب در انگلیس و استرالیا زندگی می‌کنند. زن رمی و پسرش برای دیدن او به بیمارستان می‌روند و تعدادی از همکاران سابقش نیز از او عیادت می‌کنند.
به دلیل آن که همه حوادث این فیلم درباره بستری شدن رمی است بنابراین او شخصیت اصلی فیلم‌نامه‌است و بقیه حتی زن و پسرش که در سکانس‌های مختلف حضور دارند شخصیت‌های فرعی محسوب می‌شوند.

## ویژگی‌های فیلم‌نامه
عنوان تهاجم بربرها که نویسنده برای این فیلم انتخاب کرده به دو مورد در متن فیلم‌نامه مربوط است: اولین مورد در سکانسی دیده می‌شود که نگهبان در بیمارستان مشغول تلویزیون دیدن است و حادثه یازدهم سپتامبر ۲۰۰۱ را می‌بیند و کسی که در برنامه تلویزیونی سخنران است از آن به تهاجم بربر یاد می‌کند. دومین مورد به قاچاق مواد مخدر در کانادا مربوط است که نویسنده افرادی با ملیت‌های مختلف را مسئول این ماجرا می‌داند و لفظ تهاجم را برای آن به کار برده‌است.
دنی ارکان در این فیلم به خشونت نپرداخته و مشاجرات خشن در این فیلم‌نامه دیده نمی‌شوند.